# Lubogoszcz (powiat krośnieński)
Lubogoszcz (niem. Eichberg) – wieś w Polsce, położona w województwie lubuskim, w powiecie krośnieńskim, w gminie Maszewo.
We wsi znajduje się zabytkowy XIX wieczny kościół. W pobliżu znajduje się jezioro Graniczne.
W latach 1975–1998 miejscowość należała administracyjnie do województwa zielonogórskiego.